# Zagrebački savski mostovi
Zagrebački savski mostovi su cestovni, željeznički i pješački mostovi koji spajaju lijevu i desnu obalu rijeke Save u gradu Zagrebu. Iako se prostire na obje obale Save, Zagreb ima vrlo malo mostova. Prema Generalnom urbanističkom planu Grada, predviđena je izgradnja nekoliko novih mostova.  
Stoljećima se preko rijeke Save prelazilo splavima, a najveći promet je bio na putu za Karlovac i more, s glavnim prijelazom na završetku današnje Savske ceste. Prvi drveni most izgrađen je na toj lokaciji, a 1892. zamijenjen je željeznim mostom s drvenim pomostom za kola i pješake, koji je poslije zamijenjen armiranobetonskim pločama i asfaltnim zastorom. Tek je u razdoblju od 1935. do 1937. na istoj lokaciji izgrađena čelična konstrukcija mosta na postojećim stupovima u Savi. To rješenje ing. Milivoja Frkovića je ušlo u povijest kao prva spregnuta konstrukcija. Stara konstrukcija je premještena na Jakuševec, i dugo je kao "Crveni most" služila za promet vozila i pješaka. Željeznički most u Zagrebu izgrađen je 1862. u blizini današnjeg na kraju Savske ceste, s rešetkastom rasponskom konstrukcijom, a 1939. je prema projektu ing. Jure Erege izgrađen novi željeznički most ("zeleni") koji je i danas u upotrebi.
Postojeći mostovi preko rijeke Save, poredani nizvodno, od Zaprešića do Ivanje Reke:
- Most Zaprešić (izgrađen 1980., projektant: Josip Novak)
- Podsusedski most (1982., projektant: Vojislav Draganić)
- Jankomirski most (1958., projektant: Krunoslav Tonković; 2006. dograđen drugi kolnik, projektant: Mate Pezer)
- Jadranski most (1981., projektant: Zvonimir Lončarić)
- Savski kolni most (1938., projektant: Milivoj Frković)
- Novi željeznički (Hendrixov) most (1939.)
- Most slobode (1959., projektant: Krunoslav Tonković)
- Most mladosti (1974., projektant: Vojislav Draganić)
- Željeznički most Sava-Jakuševec (1968., projektant: Ljubomir Jevtović)
- Domovinski most (2007., projektanti: Rajka Veverka i Martina Balić)
- Most Sava-Ivanja Reka (1981., projektant: Zvonimir Lončarić)

## Most kod Zaprešića
Most preko rijeke Save kod Zaprešića izgrađen je kao dio zagrebačke obilaznice. Nalazi se na administrativnoj granici između Grada Zaprešića i Grada Sveta Nedelja. Most je izgrađen 1980. godine, a njegov projektant je Josip Novak.
U sklopu gradnje autoceste Zagreb – Macelj, 2006. godine je izgrađen novi most kao desna traka autoceste (dionica Jankomir-Zaprešić). Ukupna dužina mosta iznosi 1071,59 m. Tri raspona mosta preko rijeke Save su izvedena kao čelična ortotropna ploča (čelična konstrukcija sandučastog presjeka). Rasponi čelične konstrukcije mosta su 50,5 m + 100 m + 50,5 m, dok je ostalih 28 raspona mosta prosječne dužine 30,5 m izvedeno kao armirano-betonska konstrukcija.

## Podsusedski most
Podsusedski most izgrađen je 1982. godine, na stupovima starog željezničko-cestovnog mosta. Preko starog mosta prometovao je Samoborček. Novi most ima kontinuiranu konstrukciju konstantne visine s devet raspona od 37,15 m. Ukupne je širine 14,7 m, a uz prometnicu ima i predviđeno mjesto za željezničku prugu za prigradski promet. Projektant mosta je Vojislav Draganić.

## Jankomirski most
Stari Jankomirski most izgrađen je 1958. godine po projektu Krunoslava Tonkovića. Most je dug 340 metara i širok 12 metara. Stari Jankomirski most obnovljen je 2006. godine, te je dobio novu ogradu i rasvjetu, a obnovljen je i dio njegove čelične konstrukcije. 
S obzirom na izgrađene pristupne ceste (četverokolosječne) i intenzitet prometa, stari dvokolosječni Jankomirski most postao je usko grlo. 2006. godine izgrađen je prema projektu Mate Pezere novi Jankomirski most, paralelno uz stari. Most je projektiran kao zrcalni starom Jankomirskom mostu i širine je 11,55 m. Duljina je zadana koritom rijeke Save i savskim nasipom te iznosi 330 m. Rasponska konstrukcija sastoji se od dva glavna čelična "I" nosača visine 225 cm. Most je temeljen na pilonima.

## Jadranski most
Jadranski most izgrađen je 1981. godine po projektu Zvonimira Lončarića. Sagrađen je s namjerom da zamijeni Savski most koji se svojom širinom više nije mogao nositi s prometnim potrebama. Most ima po tri trake za svaki smjer, tramvajsku prugu po sredini i trake za pješake. Most je u osnovnom dijelu kontinuirana konstrukcija sa sedam raspona ukupne duljine 313,7 m. S jedne i druge strane su prilazni vijadukti: sjeverni s jednim rasponom 18,55 m i južni s četiri raspona ukupne duljine 78,40 m. Današnje cestovne trake su bile namijenjene za rampe koje silaze prema današnjoj Selskoj cesti. Ostatak ceste je trebao ići sjeverno i spojiti se s današnjom Zagrebačkom avenijom. U međuvremenu je izgrađeno naselje Knežija, ali se planirane rampe i dan danas mogu vidjeti.

## Savski most
Savski kolni most sagrađen je 1938. na stupovima staroga ("Crvenog") mosta kao čelična punostijena kontinuirana gredna konstrukcija, prema projektu Milivoja Frkovića. Danas most nije namijenjen za promet motornih vozila, nego samo za pješake.

## Novi željeznički most
Godine 1939. pokraj staroga željezničkog mosta sagrađen je novi željeznički most. Konstrukcija novog željezničkog mosta sastoji se od kontinuiranih punostijenih nosača s rasponima 58+135+58+55 m ojačanih s lukom nad velikim otvorom (Langerova greda). Gornju ustroj je širine 9 m otvorenog tipa projektiran je za dvokolosiječnu prugu. Most je izrađen od visokovrijednog čelika (St52), te u mješovitoj izvedbi zavaren i zakivan. Most je poznat i pod imenom "Hendrixov most", po grafitu koji se nalazi sa zapadne strane. 2015. g. se pokrenula inicijativa da se most službeno preimenuje, koju su HŽ podupirali.

## Most slobode
2. rujna 1959. otvoren je Most slobode na Savi, središnji zagrebački most i važna komunikacijska veza Novog Zagreba s ostatkom grada. Prije toga postojao je Savski most, no on je smješten na zapadu, pa je putovanje od Novog Zagreba do centra zahtijevalo znatan obilazak. Projektant Mosta slobode bio je Krunoslav Tonković. Most se gradio s relativno malo strojeva, a prilikom gradnje poginuo je jedan radnik.
Za Most slobode utrošeno je oko 1600 tona čelika. Konstrukcija mosta ima oblik plitkog luka. Po nacrtima istog projektanta, Krunoslava Tonkovića, godinu dana ranije (1958.) izgrađen je i Jankomirski most. Zanimljivo je da su dijelovi mosta izrađeni i od kamena koji se klesao na Braču, i to tako da je svaki komad kamena zasebno crtan i klesan.

## Most mladosti
Most mladosti je šesterotračni most izgrađen 1974.g. odmah uz Crveni most koji nije mogao podržati veliki kolni niti tramvajski promet. Širok je 36, a dug 300 m. Konstrukcija mosta je čelična s betonskim nosačima. Projektant je bio Vojislav Draganić. Opisom Mosta mladosti valja istaknuti i prostor ispod njega koji predstavlja natkriveni atraktivni ambijent s izvrsnim potencijalom za održavanje različitih kulturnih manifestacija.

## Željeznički most Sava-Jakuševec
Željeznički most Sava-Jakuševec nalazi se kod naselja Jakuševec i Mičevec. Sagrađen je 1968. godine. Most se nalazi na dionici dvokolosiječne pruge Velika Gorica – Sesvete. Projektant mosta bio je Ljubomir Jevtović. Riječ je o mostu s punostijenim čeličnim nosačima konstantne visine 2,8 i 3,8 m, s rasponima od 34 do 66 m, ukupne duljine 440 m i širine 9m. Radove na rasponskoj konstrukciji izveo je Đuro Đaković, a radove na donjem ustroju izvela je tvrtka Tehnogradnja iz Maribora. Dva masivna stupa temeljena su u samom koritu rijeke Save na bunarima.
30. ožujka 2009. teretni vlak s 26 vagona zaustavio se na mostu, jer je nailaskom na most strojovođa primijetio nepravilnosti na pruzi, te je počeo kočiti i zaustavio vlak na sredini mosta. Naime, došlo je do značajnog neravnomjernog slijeganja stupa u riječnom koritu. U to vrijeme je vodostaj Save bio vrlo visok, a brzina protjecanja vode velika. To je uzrokovalo značajne deformacije rasponske čelične konstrukcije, a samim time i deformacije kolosijeka, posljedica čega je bila obustava željezničkog prometa. Nakon sanacije most je ponovno pušten u promet u prosincu 2011. godine.

## Domovinski most
Domovinski most je najnoviji od svih zagrebačkih mostova. Radovi na izgradnji započeli su 2002. godine, a most je 2007. godine otvoren za promet. Izgrađen je u sklopu projekta Centralnog uređaja pročišćavanja otpadnih voda Zagreba (CUPOVZ). Most su projektirale Rajka Veverka i Martina Balić, nakon što je njihov projekt pobijedio na javnom natječaju. Dužine je 840 metara, a sastoji se od 13 raspona. Širine je 33 metra. Izveden je od uzduž i poprijeko prednapregnutog betona. Središnji dio je ovješen o dva para pilona visine 16,5 m. U oba smjera ima po dvije prometne trake s nogostupima i biciklističkim stazama, te prostor rezerviran za u budućnosti predviđenu prigradsku željeznicu. U cijeloj duljini mosta je poprečni presjek petodijelnog sanduka visine 3,55 m, unutar kojega su smještene četiri vodovodne i jedna kanalizacijska cijev. U ovom trenutku okolica mosta nije urbanizirana, ali očekuje se da će omogućiti razvoj cijeloga okolnog područja, te da će postati glavni jugoistočni ulaz u grad.

## Poveznice
|  | Zajednički poslužitelj ima stranicu o temi Zagrebački savski mostovi    |
|  | Zajednički poslužitelj ima još gradiva o temi Zagrebački savski mostovi |